# Културно-историјска археологија
Културно-историјска археологија је археолошка теорија која наглашава дефинисање историјских друштава у различите етничке и културне групе према њиховој материјалној култури.
Идеја се развија од 19. века када је идеја културне еволуције почела да има све мање присталица. Касније је и сама превазиђена половином 20. века када ју је заменила процесна археологија. Културно-историјска археологија је у многим случајевима била под утицајем националистичке политичке агенде, јер се користила да докаже директну културну и/или етничкку везу са праисторијским и античким народима.
Идеја се развила Немачкој код археолога под утицајем Рудолфа Вирхова, а идеју ће касније популаризовати Густаф Косина. Културно-историјску идеју ће крајем 1920-их у Британску археологију увести Гордон Чајлд. Ова два археолога су уједно и најпознатији представници ове парадигме. У Великој Британији и САД, култура-историја археологија 1960-их година бива замењена процесном археологијом, али је ова парадигма и данас присутна у многим државама.

## Позадина
Вебстер је истакао да је карактеристика културе-историјска археологије "тврдње које откривају опште појмове о природи древних култура; о њиховим квалитетима; о томе како су оне повезане са материјалним остацима; и како археолози могу да их изучавају".
Вебстер је истакао да је друго обележје културно-историјске парадигме наглашавање класификације и типологије.

## Узроци
Културно-историјска археологија је настала у турболентном времену за Европски развој мисли. Индустријска револуција се проширила у многе државе, што је довело до стварања великих урбаних центара од којих је већина била пуна пролетаријатских радника. Ова нова градска радничка класа је наставила да развије политички глас кроз социјализам, што је представљало претњу постојећем поретку мнохих држава. Док су неки интелектуалци износили тековине индистријске револуције као напредак човечанства, доста њих су на тековине гледали као на негативан преокрет који ремети постојећи темеље друштва. Ово последње мишљење је подржао романтичарски покрет који је у великој мери био сачињен од уметника и књижевника који су популаризовали идеју о идиличном древном друштву.
Постојао је и тренд обијања идеје "еволуције културе" у којој се износи да културе и друшва еволуирају и напредују кроз фазе.

### Географске варијације и појам "културе"
Историчар археологије Брус Тригер је развој културно-историјске археологије описао "као одговор на растућу свест о географској варијабилности у археолошкој хроници" у времену када је вера у културну еволуцију почела да се смањује у Западној и Централној Европи. Током 19. века, све већи број археолошког материјала прикупљеног у Европи, а посебно као резултат пројеката рекултивације угрожених земља, повећања пољопривредне производње и изградње, стварање музеја и увођења археологије на универзитете. Као резултат свега тога, археолози су схватили да постоји велика разноликост међу артефактима са различитих континената. Многи су веровали да ову варијабилност немогуће објаснити постојећом еволуционом парадигмом.
Културно-историјска археологије је позајмила концепт "културе" од антропологије, где је идеја културне еволуције такође била критикована. Крајем 19. века, антрополози као што су Франц Боас и Фридрих Рацел су промовисали идеју о томе да су културе географски независне једна од друге, јер свака има своје карактеристике које су настале кроз акумулацију различитих особина. Сличне идеје су се појављивале у археологији и антропологији широм Европе.

### Национализам и расизам
Брус Тригер је такође тврдио да је развој културно-историјске археологије делимично проузрокован све већим таласима национализма и расизма у Европи; таласима који су истицали етничку припадност као главни фактор који утиче на историју. Национализам се појавио и у академској заједници која је хтела да нагласи солидарност са својом нациом кривећи остале земље. Са таквим националистическим погледом на свет, људи из целе Европе су почели да виде различите националности - на пример, французе, немце и енглезе - како се биолошки разликују једне. Тврдило се да њихово понашање проузрокује управо ова расна разлика, а не друштвени и економски фактори.
Пошто је била под утицајем Европског национализма, културно-историјска археологија ће се користити за подршку националистичких политичких идеја. У многим случајевима, националисти користе културно-историјско археолошко тумачења да истакну и нагласе праисторијске и античке историје својих предака и да докажу етничку и културну везу са њима. Дакле, многи чланови различитих европских земаља ставили су акценат на доказивање веза са одређеном историјском етничке припадношћу. На пример, французи су често веровали да су они потомци древних галиа, док су енглези урадили исто са англосаксонцима, а велшани и ирци са келтима. Од археолога се практично очекивало да тумаче археолошке податке да се уклопи ове закључке.
Један од значајних примера националистичких покрета који користе културно-историјску археологију је нацистичка партија која је добила власт у Немачкој 1933. године и завела тоталитарни режим који је истицао наводну супериорност германске расе и настојао да уједини све људе који говоре немачки језик у једну државу. Нацисти су били под утицајем културе-историјске идеје Косине, и користили су археологију да подрже своје тврдње. Аненербе је добар пример овог.

## Историја

### Рани развој: 1869-1925.
Културно-историјска археологија је развијена у Немачкој крајем 19. века. Немачко друштво за антропологију, етнологију и праисторијску археологију (Urgeschichte) је основано 1869. године, а у друштву је био утицајан Рудолф Вирхов (1821-1902), патолог и левичарски политичар. Он се залагао за уједињење праисторијске археологије са културном антропологијом и етнологијом у јединствену праисторијску антропологију која ће идентификовати праисторијске културе помоћу материјалних остатака и покушати да их повеже са каснијим етничким групама које су забележене у историјским изворима. Иако је археолоши рад Вирхова и његових колега био је културно-историјски у основи, он у почетку није имао значајан број следбеника међу археолозима, јер је већина остала верна унилинеарној теорији еволуције култура.
Густаф Косина (1858–1931) је 1895. године одржао предавање у којем је покушао да повеже племена која су живела између Рајне и Висла око 100. године пре нове ере са културама које су живеле у овом региону током неолита. Именован је за професора археологије на Хумболтовом универзитету у Берлину и 1909. године је основао Немачко друштво за праисторију (Vorgeschichte). Свој културно-историјски приступ ће попиларизовати кроз књиге Die Herkunft der Germanen (Порекло Немаца), која је објављена 1911. године, и два тома дела Ursprung und Verbreitung der Germanen (Порекло и ширење Немаца) која су објављена 1926. и 1927. године. Косина је био милитантни националиста и расиста и критиковао је колеге које се баве осталим друштвима попут египћана и античког света Грчке и Рима. Величао је немачке народе праисторије и тврдио да су они расно супериронији и да су стога Германи супериорнији од Словена који живе источно од њих.
Косина је издвојио три културне групе: германи, келти и словени. Затим је подели сваку од тих културних група на мање "културе" или племена, на пример, поделио је германе на сасе, вандале, лангобарде и бургунде. Сматрао је да свака од ових група има своју традицију која је уочљива у њиховој материјалној култури, стога је могао да мапира културу у археолошкој хроници и тиме прати кретање и миграцију различитих етничких група, процес који је он назвао siedlungsarchäologie (археологија насељавања). Велики део његовог рада је критикован од стране других немачких археолога, али ипак његово културно-историјско тумачење прошлости је ипак постало доминантно у археолошкој заједници; Тригер је истакао да је његов рад "означио коначну замену еволуционистичког приступа праисторији са културно-историјским".
Како је постајала доминантна археолошка теорија, велики број истакнутих културно-историјских археолога се појавио. Шведски археолог Оскар Монтелиус је био један од њих. Монтелиус је проучавао цело Европско праисторијско наслеђе и поделио га у различите групације на основу груписања различитих форми артефаката.

### Уједињено Краљевство
"Ми можемо утврдити да се одређени типови остатака - посуде, алатке, орнаменти, погробни обичаји, облици кућа - увек доследно понављају скупа. Такав коплекс скупних карактеристика назваћемо "археолошка култура" или једноставно "култура". Претпостављамо да је такав комплекс материјални израз онога што данас зовемо "народ"."

— Гордон Чајлд, Дунав у праисторији (енгл.The Danube in Prehistory), 1929.
Културно-историјску археологију у британску археологију уводи аустралијски праисторичар, Гордон Чајлд. Као лингвиста, Чајлд је научио бројне Европске језике, укључујући немачки, те је могао да се упозна са радом Косине о археолошким културама. Након што се преселио у Уједињено Краљевство да избегне политички прогон, запослио се на Универзитету у Единбургу 1927. године. Убрзо је публиковао монографију Дунава у праисторији (1929), у којој испитује археологију дуж Дунава, препознајући реку као природну границу поделе Блиског истока и Европе. Због овога је веровао да су се путем Дунава преносиле идеје и технологије ка западу током антике. У књизи је појам археолошке културе представио својим британским колегама које нису биле упознате са овом идејом. Овај концепт ће направити револуцију у томе на који начин археолози схватају прошлост и биће широко признат у наредним деценијама.

## Концепти

### Различите историјске културе
Главна тачка културно-историјске археологије је уверење да се људски род може поделити на различите "културе" које се у многим случајевима разликују једне од других. Ове културе су гледане као различите етничке групе. Са археолошке тачке гледишта се сматрало да свака од ових култура може бити разликована на основу своје материјалне културе, рецимо стила керамике које користи или ритуалних пракси.
Велики број културно-историјских археолога је такође делио културе на мање групације у својим пољима истраживања: Хајнрих Шлиман је приликом проучавања бронзаног доба источног Медитерана делио на егејску, микенску, кикладску и хеладску.

### Дифузија и миграција
У оквиру културно-историјске археологије промене у култури друштва су објашњавање ширењем идеја из једне културе у другу или миграцијом чланова једног друштва у нову област, понекад као резултат инвазије. То је било у супротности са теоријама евоцлуционистичких археолога који су прихватали миграцију и дифузију, али су такође сматрали да се развој може десити у различитим културама независно од осталих. Овај концепт културно-историјски археолози нису прихватали.
Велики број културно-историјских археолога је изнео идеју да сво знање потиче из једног извора на Блиском истоку, а да су га остатку света пренели трговци. Оваква идеја је позната као хипердифузионизам. Аустралијанац Графтон Елиот Смит у својим делима "Деца Сунца" (енгл. Children of the Sun), 1923. и Раст цивилизације (енгл. The Growth of Civilisation) 1924. је изнео идеју да су пољопривреда, архитектура, религија и држава развијени у старом Египту у ком су услови били идеални за развој таквих ствари. Ове идеје су онда дифузијом пренете у Европу и остатак света. Сличну теорију је изнео Лорд Раглан 1939. године, али он је веровао да је Месопотамија извор свог знања, а не Египат.

### Индуктивно размишљање
Културно-историјаска археологија користи индукцију за разлику од процесне археологије која се користи хипотетичко-дедуктивном методом. Како би културно-историјска парадигма најбоље функционисала, потребни су јој историјски извори који нису присутни у праисторији што додатно отежава истраживање овог периода.
Истраживање праисторијских веровања је немогуће културно-историјском парадигмом иако би њихова веровања значајно утицала на њих и њихов живот. Културно-историјски археолози могу да бележе остатке, али како би ишта више могли да раде потребна им је антропологија и научни метод, који нису користили. Овај приступувођењем антропологије и научног метода у археологију уводи процесна археологија која мења културно-историјску.

## Критика
Друга критика упућена овој теорији је то што је често главни фокус је на проучавању народа из неолита и каснијих епоха, махом игноришући палеолит у ком се ралике културних група мање видљиве.